# 1904년 하계 올림픽 양궁
1904년 하계 올림픽 양궁은 미국 세인트루이스에서 개최된 1904년 하계 올림픽의 경기 종목이다. 세부 종목은 남자 셋, 여자 셋 모두 여섯 종목이 치러졌다. 남자 선수 23명, 여자 선수 6명이 참가했는데, 모두 미국 선수였다. 단체전과 여자 경기가 처음으로 채택되었다.

## 참가국
양궁 종목은 1개국에서 29명의 선수가 참가하였다.
| - 미국 (29명) |

## 메달 집계

### 나라별 메달 집계
| 순위 | 국가 | 금메달 | 은메달 | 동메달 | 합계 |
| ---- | ---- | ------ | ------ | ------ | ---- |
| 1    | 미국 | 6      | 6      | 5      | 17   |
| 합계 | 합계 | 6      | 6      | 5      | 17   |

### 메달리스트
| 종목                             | 금                                                                     | 은                                                                   | 동                                                                                         |
| -------------------------------- | ---------------------------------------------------------------------- | -------------------------------------------------------------------- | ------------------------------------------------------------------------------------------ |
| 남자 더블 요크 라운드 자세히     | 조지 브라이언트 · 미국                                                 | 로버트 윌리엄스 · 미국                                               | 윌리엄 톰슨 · 미국                                                                         |
| 남자 더블 아메리칸 라운드 자세히 | 조지 브라이언트 · 미국                                                 | 로버트 윌리엄스 · 미국                                               | 윌리엄 톰슨 · 미국                                                                         |
| 남자 단체전 자세히               | 미국 (USA) · 갤런 스펜서 · 로버트 윌리엄스 · 루이스 맥슨 · 윌리엄 톰슨 | 미국 (USA) · 사무엘 두발 · 윌리엄 클락 · 찰스 우드러프 · 찰스 허버드 | 미국 (USA) · 월리스 브라이언트 · 조지 브라이언트 · 카이러스 에드윈 달린 · 헨리 B. 리차드슨 |
| 여자 더블 내셔널 라운드 자세히   | 매틸더 호웰 · 미국                                                     | 엠마 쿠크 · 미국                                                     | 제시 폴럭 · 미국                                                                           |
| 여자 더블 콜럼비아 라운드 자세히 | 매틸더 호웰 · 미국                                                     | 엠마 쿠크 · 미국                                                     | 제시 폴럭 · 미국                                                                           |
| 여자 단체전 자세히               | 미국 (USA) · 라우라 우드러프 · 루이스 테이러 · 매틸더 호웰 · 제시 폴럭 | 미국 (USA) · 마벨 테이러 · 엠마 쿠크                                 | 없음                                                                                       |

## 참고 문헌
- 국제 올림픽 위원회 - 1904년 하계 올림픽 양궁 경기 결과 (영어)
- (영어) George Seymour Lyon - Olympic Individual gold medal winner 1904
- (폴란드어) Pawel, Wudarski (1999). “Wyniki Igrzysk Olimpijskich”. 2008년 10월 14일에 원본 문서에서 보존된 문서. 2006년 12월 17일에 확인함.
- (영어) “Archery at the 1904 St. Louis Summer Games”. sports-reference.com. 2011년 7월 28일에 원본 문서에서 보존된 문서. 2010년 8월 25일에 확인함.

| 올림픽 양궁 |                                           |           |
| 이전 대회   | 1904년 하계 올림픽 양궁 세인트루이스 1904 | 다음 대회 |
| 파리 1900   | 1904년 하계 올림픽 양궁 세인트루이스 1904 | 런던 1908 |